# Diacrisia
Diacrisia é um gênero de traça pertencente à família Arctiidae.